# Jay Beckenstein
Jay Barnet Beckenstein (nacido el 14 de mayo de 1951) es un saxofonista, compositor, productor y cofundador estadounidense de la banda Spyro Gyra. Era propietario de BearTracks Studios en Suffern, Nueva York. 

## Carrera musical
Beckenstein nació en Long Island, Nueva York, en una familia judía. Su madre, Lorraine, era cantante de ópera y su padre, Leonard, amaba el jazz y le presentó a Charlie Parker y Lester Young cuando era un bebé. Comenzó a tocar el piano a los cinco años cuando se mudó a Farmingdale, Nueva York. Les regalaron su primer saxofón a los siete años. En su último año de secundaria, él y su familia se mudaron a Alemania. Asistió y se graduó en la Nurnberg American High School en 1969. Ha dicho que ser judío en Alemania era positivo en ese momento. Sin embargo, ha recordado que una vez vio una vieja foto de un vecino anciano con su uniforme nazi de las SS mientras lo visitaba y nunca volvió. Recibió un título universitario en música de la Universidad de Buffalo en 1973. El trompetista Dizzy Gillespie tocó una vez con la banda universitaria mientras Beckenstein era miembro de la banda.  
Pronto reclutaron al teclista Tom Schuman, de 16 años, y grabaron su álbum debut. Sin embargo, por falta de fondos, el disco iba a ser su último álbum hasta que lo regalaran y vendieran 100.000 copias. A partir de ahí, consiguieron un trato y lanzaron su siguiente álbum en 1979.
En 2000, Beckenstein lanzó su primer álbum en solitario, Eye Contact, que ocupó el puesto 23 en los mejores álbumes de jazz contemporáneo. 
Beckenstein tocó el solo de saxofón en "Another Day" de la banda estadounidense de metal progresivo Dream Theater, del álbum Images and Words, y en la versión sencilla de la canción "Through her Eyes", del álbum Metropolis Pt. 2: Escenas de un recuerdo. También interpretó un papel solista en "Take Away My Pain" del álbum en vivo Once in a Livetime, así como en "Another Day" durante la presentación de Metropolis 2000: Scenes from New York.
Beckenstein está divorciado y tiene tres hijos. 

## Discografía
Solo
- 2000: Eye Contact (Windham Hill)

Con Bob James
- 1981 All Around the Town
- 1981 Sign of the Times
- 1982 Hands Down

Con Dream Theater
- 1992 Images and Words
- 1993 Live at the Marquee
- 1998 Once in a LIVEtime
- 2000 Through Her Eyes
- 2001 Live Scenes from New York

Con Jason Miles
- 1996 Mr. X
- 2000 A Love Affair: The Music of Ivan Lins
- 2000 Celebrating the Music of Weather Report
- 2002 Brazilian Nights
- 2002 To Grover, With Love
- 2006 What's Going On?

Con otros
- 1980 Orleans, Orleans
- 1989 Away from Home, David Broza
- 1990 Extremities, Tom Schuman
- 1991 Natural Selection, Dave Samuels
- 1995 Basia on Broadway, Basia
- 1995 David Broza, David Broza
- 1997 Deep in the Night, Rick Rhodes
- 1999 Listen, Chuck Loeb
- 1999 Somewhere in the Night, Mercedes Hall
- 2001 Butterfly, Special EFX
- 2002 Urban Life, The V.I.P. Club
- 2003 In the Name of Love, Freddy Cole
- 2012 The Fusion Syndicate, The Fusion Syndicate[5]